# Alexis Mendoza
Alexis Antonio Mendoza Barrina (ur. 8 listopada 1961 w Barranquilli) – piłkarz kolumbijski grający na pozycji środkowego obrońcy.

## Kariera klubowa
Mendoza pochodzi z miasta Barranquilla i tam też rozpoczynał piłkarską karierę w klubie Atlético Junior. W lidze kolumbijskiej zadebiutował na początku lat 80., jednak sukcesy zaczął odnosić dopiero w kolejnej dekadzie. W Atlético grał do końca roku 1989 i wtedy zamienił klub na América Cali. W 1990 roku wywalczył z Amériką swoje pierwsze mistrzostwo Kolumbii w karierze. Sukces ten powtórzył 2 lata później i wtedy po sezonie wrócił do Barranquilli. Podczas drugiego w karierze pobytu w Atlético Junior wywalczył z tym klubem 2 tytuły mistrza kraju w latach 1993 i 1995. W 1996 roku wyjechał z kraju i trafił do Meksyku. Przeszedł do CD Veracruz, gdzie spotkał aż trzech swoich rodaków: René Higuitę, Leonela Álvareza oraz Ivána Valenciano. Zespół ten pomimo tak dobrych zawodników nie odniósł jednak sukcesów, a w 1998 roku Mendoza postanowił zakończyć piłkarską karierę w wieku 37 lat.

## Kariera reprezentacyjna
W reprezentacji Kolumbii Mendoza zadebiutował 11 czerwca 1987 roku w wygranym 1:0 towarzyskim meczu z Ekwadorem. Na dłużej w kadrze zadomowił się dopiero 2 lata później, gdy wyjechał na Copa América 1989 do Brazylii. Nie zagrał tam jednak żadnego meczu, a Kolumbia odpadła z turnieju po fazie grupowej.
W 1990 roku po raz pierwszy w karierze Mendoza wyjechał na Mistrzostwa Świata. We Włoszech był jednak tylko rezerwowym i ani razu nie pojawił się na boisku, a Kolumbia odpadła w 1/8 finału po porażce 1:2 po dogrywce z Kamerunem.
W 1993 roku Mendoza zagrał w Copa América 1993. Wystąpił we wszystkich meczach i zajął z Kolumbią 3. miejsce. Rok później wystąpił w swoich drugich mistrzostwach świata - MŚ w USA. Tam zagrał jedynie w ostatnim meczu grupowym - wygranym 2:0 ze Szwajcarią. Pomimo tego zwycięstwa Kolumbia zajęła ostatnie miejsce w grupie,
Ostatni mecz w reprezentacji Alexis Mendoza rozegrał w 1997 roku. Łącznie w reprezentacji wystąpił w 67 meczach i zdobył 2 gole.